# Comuna Filipeștii de Târg, Prahova
Filipeștii de Târg este o comună în județul Prahova, Muntenia, România, formată din satele Brătășanca, Ezeni, Filipeștii de Târg (reședința), Mărginenii de Jos și Ungureni.

## Așezare
Comuna este așezată în partea de vest a județului, la limita cu județul Dâmbovița, între râurile Provița și Prahova, având o parte din teritoriu, nelocuit, în jurul lacului Răstoace de pe malul drept al Proviței. În partea sa sudică, comuna este străbătută de șoseaua DN72 și de calea ferată Ploiești-Târgoviște, pe care este deservită de halta Brătășanca. Principalele căi rutiere ale comunei sunt DJ101P, care pornește din DN72 și duce către Câmpina, și DJ101I care leagă comuna de Ploiești (ca rută alternativă drumului național) și de satul Dițești.

## Demografie
Componența etnică a comunei Filipeștii de Târg
     Români (89,41%)
     Alte etnii (0,23%)
     Necunoscută (10,36%)
Componența confesională a comunei Filipeștii de Târg
     Ortodocși (87,84%)
     Alte religii (1,38%)
     Necunoscută (10,78%)
Conform recensământului efectuat în 2021, populația comunei Filipeștii de Târg se ridică la 7.450 de locuitori, în scădere față de recensământul anterior din 2011, când fuseseră înregistrați 7.689 de locuitori. Majoritatea locuitorilor sunt români (89,41%), iar pentru 10,36% nu se cunoaște apartenența etnică. Din punct de vedere confesional, majoritatea locuitorilor sunt ortodocși (87,84%), iar pentru 10,78% nu se cunoaște apartenența confesională.

## Politică și administrație
Comuna Filipeștii de Târg este administrată de un primar și un consiliu local compus din 15 consilieri. Primarul, Aurelian Manole[*], de la Partidul Național Liberal, este în funcție din 2012. Începând cu alegerile locale din 2024, consiliul local are următoarea componență pe partide politice:
|  | Partid                      | Consilieri | Componența Consiliului | Componența Consiliului | Componența Consiliului | Componența Consiliului | Componența Consiliului | Componența Consiliului | Componența Consiliului | Componența Consiliului | Componența Consiliului |
|  | --------------------------- | ---------- | ---------------------- | ---------------------- | ---------------------- | ---------------------- | ---------------------- | ---------------------- | ---------------------- | ---------------------- | ---------------------- |
|  | Partidul Național Liberal   | 9          |                        |                        |                        |                        |                        |                        |                        |                        |                        |
|  | Partidul Social Democrat    | 5          |                        |                        |                        |                        |                        |                        |                        |                        |                        |
|  | Partidul România în Acțiune | 1          |                        |                        |                        |                        |                        |                        |                        |                        |                        |

## Istorie
La sfârșitul secolului al XIX-lea, Filipeștii de Târg era reședința plășii Filipești din județul Prahova. În 1864, așezarea era o comună urbană, avea numele Târgu-Filipești și făcea parte din plasa Filipești. Începând din secolul al XVIII-lea este într-un plin proces de decădere, concomitent cu dezvoltarea rapidă a orașului Ploiești. Orașul Filipeștii de Târg conținea pe atunci și un cătun numit Seaca și avea în total o populație de 1422 de locuitori. Familia Filipescu, proprietara moșiei din zonă, a înființat la 1802 o biserică, iar școala funcționa din 1856, cu 82 de elevi (dintre care 28 de fete) în 1891. În oraș se ținea târg duminica, în care localnicii își desfăceau produsele agricole, dar și de dulgherie, rotărie, cizmărie, fierărie. A continuat să aibă același statut și în perioada interbelică, deși avea doar 1700 de locuitori în 1924.
În 1950, a devenit parte din raionul Ploiești al regiunii Prahova și apoi al regiunii Ploiești, pierzându-și statutul de oraș. În 1968, comuna a devenit parte a județului Prahova, reînființat, alipindu-i-se și câteva sate ale comunei Mărgineni, care s-a desființat, și anume Mărginenii de Jos, Brătășanca și Ungureni.

## Monumente istorice
În comuna Filipeștii de Târg se află trei monumente istorice de arhitectură de interes național: curtea boierească a lui Pană Filipescu (1650), ansamblu format din conacul propriu-zis și zidul de incintă; ruinele palatului postelnicului Constantin Cantacuzino (1633–1641), ambele în satul Filipeștii de Târg; și ruinele conacului spătarului Mihail Cantacuzino (mijlocul secolului al XVII-lea) din Mărginenii de Jos.
În rest, alte patru obiective din comună sunt incluse în lista monumentelor istorice din județul Prahova ca monumente de interes local, toate aflate în satul Filipeștii de Târg. Unul dintre ele este monument de arhitectură — ruinele unei mori vechi de apă de la sfârșitul secolului al XVIII-lea. Celelalte trei sunt clasificate ca monumente memoriale sau funerare: piatra tombală a comisului Vintilă (secolul al XVI-lea) din incinta bisericii „Adormirea Maicii Domnului”, pisania bisericii vechi (1642) aflată în zidul pridvorului aceleiași biserici; și o cruce de pomenire din piatră (1646) aflată la ieșirea din Filipeștii de Târg pe drumul spre Mărgineni.